# Ji-min
Ji-min, también escrito como Jee-min, es un nombre de pila coreano unisex, que predomina comúnmente en las mujeres. Su significado difiere según el hanja que se usa para escribir cada sílaba del nombre. Hay 46 hanja con la sílaba «ji» y 27 hanja con la sílaba «min» en la lista oficial de hanja del gobierno de Corea del Sur que se pueden usar en nombres de pila. Ji-min fue el tercer nombre más popular de Corea del Sur para niñas en 2008, con 2 792 niñas que recibieron el nombre.